# Fritz Isidore van Emden
Fritz Isidore van Emden, född den 3 oktober 1898 i Amsterdam, död den 2 september 1958 i London, var en tysk-brittisk entomolog.
Han flyttade med sin familj till Tyskland 1900 och studerade mellan 1918 och 1922 naturvetenskap vid Leipzigs universitet. Han arbetade som kurator vid Museum für Völkerkunde Dresden, men avskedades efter att nazisterna tagit makten i Tyskland eftersom han ansågs vara halvjude och emigrerade till Storbritannien 1936.
Auktorsnamnet Emden kan användas för Fritz Isidore van Emden i samband med ett vetenskapligt namn inom zoologin; se Wikipedia-artiklar som länkar till auktorsnamnet.